# Phryganophilus
Genre
Phryganophilus est un genre de Coléoptères de la famille des Melandryidae, comprenant six espèces.

## Liste des espèces
Selon GBIF (18 septembre 2021) :
- Phryganophilus angustatus Pic, 1953
- Phryganophilus auritus Motschulsky, 1845
- Phryganophilus collaris LeConte, 1859
- Phryganophilus pseudoauritus Nikitsky, 1988
- Phryganophilus ruficollis (Fabricius, 1798)
- Phryganophilus spec Fabricius, 1798

## Systématique
Le nom scientifique de ce taxon est Phryganophilus, choisi en 1834 par l'entomologiste finlandais Carl Reinhold Sahlberg.
Le genre Longemelandrya Pic, 1953 est synonyme de Phryganophilus selon GBIF (18 septembre 2021).